# Birmania en los Juegos Paralímpicos de Londres 2012
Birmania estuvo representada en los Juegos Paralímpicos de Londres 2012 por dos deportistas masculinos. El equipo paralímpico birmano no obtuvo ninguna medalla en estos Juegos.